# Две королевы (роман)
«Две королевы» (фр. Les deux reines) — историко-приключенческий роман французского писателя Александра Дюма-отца, написанный им совместно с графиней Даш и опубликованный в 1864 году. Является частью трилогии о Савойском доме (наряду с романами «Паж герцога Савойского» и «Царица сладострастия»).

## Сюжет и история текста
Действие первых семи глав романа происходит в Сардинском королевстве в начале XVIII века. После отъезда во Францию Жанны д’Альбер де Люин фавориткой Виктора Амадея II становится графиня Сан-Себастьян. Из-за неё король сначала отрекается от престола, потом пытается вернуться к власти и погибает в столкновении с сыном, Карлом Эммануилом III (1732).
Затем повествование переносится в Испанию. «Две королевы» из названия — это две жены Карла II Габсбурга, Мария Луиза Орлеанская и Мария Анна Пфальц-Нейбургская. Они последовательно приезжают в Испанию, чтобы против своей воли вступить в брак с болезненным и уродливым монархом, последним представителем династии, вокруг которого строят свои козни великие державы. Королевы оказываются в чужом и враждебном окружении, сталкиваются со слишком строгим этикетом и жестокими обычаями. Карл II влюбляется в Марию Луизу, но та вскоре умирает из-за яда, поднесённого ей графиней де Суассон. Вторая жена старается стать королю верным другом. Сторонники Австрии, заинтересованные в продлении династии, пытаются убедить Марию Анну в том, что она должна родить наследника любой ценой (в том числе и не от короля, если понадобится), но она игнорирует такие разговоры.
Александр Дюма написал «Двух королев» в 1864 году, причём его соавтором стала графиня Даш. В том же году роман вышел отдельным книжным изданием. Вместе с книгами «Паж герцога Савойского» и «Царица сладострастия» он образовал трилогию, посвящённую Савойскому дому (ещё раньше вышел роман «Виктор Амадей III», посвящённый внуку Виктора Амадея II).